# Ер Шихуанді
Ер Шихуанді (кит. трад.: 二世皇帝; піньїнь: Èr Shì Huángdì; 230 — 207 до н. е.) — 2-й імператор династії Цінь у 210—207 роках до н. е.

## Життєпис
Народився у царстві Чжао, де на той момент його батько Ін Чжен був у заручниках. Отримав ім'я Хухай. Після об'єднання Китаю не брав участі у військових походах, більшу частину часу проводить у столиці Сяньяні. Після смерті батька у 210 році до н. е. за допомоги євнуха Чжао Гао та радника Лі Си зміг здобути владу, відсторонивши старшого брата Фусу.
Посівши трон, узяв ім'я Ер Шихуанді (Другий імператор). Втім, незабаром підпав під влив Чжао Гао. Деякий час він, як і попередник, здійснював інспекційні поїздки імперією. Після однієї з них Чжао Гао порадив розглянути відданість низки губернаторів. Більшість з них було за наказом імператора страчено. Незабаром Ер Шихуанді стратив 6 впливових князів, а згодом молодшого брата Цзяньлу.
Водночас тягар податків і повинностей спричинив численні повстання на південному сході країни. З цього приводу Чжао Гао у 209 році до н. е. порадив зробити закони ще більш суворими. Це не припинило невдоволення. Того ж року почалося повстання Че Шена.
У зв'язку з тяжким економічним та фінансовим становищем канцлер Фен Циці, радник Лі Си та генерал Фе Чжи запропонували Ер Шихуанді зменшити витрати. Втім той, за порадою Чжао Гао, відмовився й стратив непокірних слуг. Того ж року за наказом імператора було вбито 12 князів та 10 князівен зі впливових родин. Після цього вплив Чжао Гао на імператора став цілковитим. У 208 році він став канцлером імперії. Водночас замислив відсторонити Ер Шихуанді від влади. Чжао Гао подарував імператорові оленя, якого назвав конем. Останній засумнівався, покликав свій почт. Але ті, за наказом Чжао Гао, теж назвали оленя конем. Тоді Ер Шихуанді вирішив, що з'їхав з глузду й зовсім відсторонився від справ.
Водночас повстання кипіли всією країною. Значні сили зібрали Лю Бан та Сян Юй. Ер Шихуанді ніяк не реагував на загрозливу ситуацію. Тому Чжао Гао вирішив позбавитися його. Внаслідок маніпуляцій канцлера Ер Шихуанді в жовтні 207 року до н. е. вимушений був накласти на себе руки. Влада перейшла до іншого представника династії Цінь — Цзиїну.